# IXV
IXV (англ. Intermediate eXperimental Vehicle — буквально Промежуточный экспериментальный аппарат) — европейский экспериментальный беспилотный суборбитальный космический корабль, созданный в рамках части программы ЕКА Программа подготовки будущих стартов (англ. Future Launchers Preparatory Programme (FLPP)) для отработки широкого спектра технологий, запланированных к использованию в будущих аппаратах многоразового использования, способных многократно взлетать в космос и садиться на космодром. Является продолжением программ Pre-X космического агентства Франции (CNES) и программы AREV (англ. Atmospheric Reentry Experimental Vehicle — буквально Атмосферный Многоразовый Экспериментальный Аппарат) европейского космического агентства.

## Задачи проекта
В основные задачи проекта IXV входит тестирование широкого спектра технологий, запланированных к использованию в будущих аппаратах многоразового использования, способных многократно взлетать в космос и садиться на космодром. Неполный список возложенных на аппарат задач:
- Отработка посадок пилотируемых КК
- Отработка возврата на Землю межпланетных КА
- Дистанционное зондирование Земли
- Исследования в условиях микрогравитации
- Обслуживание орбитальных спутников
- Задачи по утилизации космических объектов

## История проекта
В 2005 году ЕКА и его промышленные генподрядчики Next Generation Launcher Prime SpA, совместное предприятие между EADS Astrium и Finmeccanica SpA, а также при содействии ASI, CNES, DLR и ESTEC (European Space Research and Technology Centre), инициировали проект нового многоразового космического корабля, определив цели миссии и основные концепции конструкции. Проект получил название Intermediate eXperimental Vehicle, сокращенно IXV.
В качестве основы программы по созданию нового корабля были взяты существующие проекты космического агентства Франции — проект Pre-X, и проекта ЕКА — AREV (Atmospheric Reentry Experimental Vehicle).

## Характеристики
Основные характеристики:
- Общая длина — 5 м;
- Размах крыла — 2,2 м;
- Высота — 1,5 м;
- Сухой вес — 480 кг;
- Максимальный вес — 1 900 кг;
- Элементы питания — батареи;
- Максимальная скорость — 7 700 м/с;
- Дальность полёта — 7 500 км;
- Максимальная высота — 450 км (суборбитальный полёт).

## Тестирование перед запуском
19 июня 2013 года Европейское космическое агентство провело испытания парашютной системы космического аппарата IXV. Тестирование проводилось на испытательном полигоне Poligono Interforze Salto di Quirra на восточном побережье острова Сардиния (Италия). В ходе испытаний, при помощи военного вертолета, IXV был поднят на высоту около 3 000 метров и сброшен в свободный полёт.
Парашютная система раскрылась вовремя и со скоростью 7 м/с аппарат приводнился в Средиземном море. Испытания прошли успешно, но во время раскрытия парашюта были замечены некоторые «аномалии», которые требуют дополнительных исследований.

## Программа полёта
Запуск был осуществлён 11 февраля 2015 года в 13:40 UTC с космодрома Куру во Французской Гвиане ракетой-носителем лёгкого класса «Вега» с доработанной конструкцией верхней ступени. Был осуществлен суборбитальный полет атмосферного возвращаемого демонстратора IXV с приводнением на парашюте в Тихом океане к западу от Галапагосских островов. На 18 минуте полёта IXV отделится от последней ступени ракеты-носителя на высоте 349 км, совершил подъём до высоты 412 км, вошёл в плотные слои атмосферы на высоте 120 км при скорости около 7,5 км/с (типичный профиль для входа в атмосферу с низкой околоземной орбиты, например, с орбиты космической станции). Продолжительность миссии составила 1 час 42 минуты с момента запуска РН до приводнения аппарата.
Во время полёта корабль собирал значительные объёмы информации, связанные со сверхзвуковой скоростью полёта и особенностями орбитальных манёвров.

## Продолжение проекта
Планировалось развитие проекта IXV в транспортный многоразовый корабль PRIDE-ISV (англ. the Program for Reusable In-orbit Demonstrator in Europe — Innovative Space Vehicle).

Позднее началось рассмотрение продолжения проекта под названием «Space Rider» с использованием ракеты-носителя «Вега»

## Стоимость
Стоимость проекта создания корабля IXV — €150 млн.

## Статьи
- Giorgio Tumino, Yves Gerard. IXV: the Intermediate eXperimental Vehicle // ESA bulletin. — 2006. — Т. 128, № 8.
- Giorgio Tumino at all. The IXV project: the ESA re-entry system and technolologies demonstrator paving the way to European autonomous space transportation and exploration endeavours // ESA, 3rd FLPP Industrial Workshop. — 2006. — Вып. IAC-08-D2.6.01. Архивировано 24 июля 2011 года.
- Paolo Baiocca. Pre-X experimental re-entry lifting body: Design of flight test experiments for critical aerothermal phenomena // STARNET, RTO-EN-AVT-130 — Flight Experiments for Hypersonic Vehicle Development. — 2007. — Вып. June. — ISSN 978-92-837-0079-1. Архивировано 2 марта 2013 года.
- Paolo Baiocca at all. The Pre-X atmospheric re-entry experimental lifting body: Program status and system synthesis // IAF, Proceedings of the 57th IAF Congress. — 2006. — Вып. October. — doi:10.1016/j.actaastro.2007.01.053.
- T. Gawehn at all. Experimental investigation of the influence of the flow structure on the aerodynamic coefficients of the IXV vehicle // Shock Waves. — 2011. — Т. 21, № 3. — doi:10.1007/s00193-011-0326-y. — Bibcode: 2011ShWav..21..253G.